# A világ növényei
A Világ növényei online (angolul Plants of the World Online (POWO)) az angol kewi székhelyű Királyi Botanikus Kertek nem kormányzati tudományos testület 2015–2020 közötti tudományos programjának keretében 2017-ben életre hívott online portál. Indulásakor Zambezi, nyugat- és kelet Afrika trópusi flórájára fókuszált. Azt követően, hogy a világ két legnagyobb, a Királyi Botanikus Kertek tulajdonában lévő herbáriumának, a Victorian Herbarium és a Fungarium in West London herbáriumnak összességében több mint 8,5 millió egységét digitalizálták, ezt a képanyagot összekapcsolták az aktuális taxonómiai adatokkal, és 2017-ben elérhetővé tették a nagyközönség számára. Időközben a portálon elérhetővé tették a Kew Grassbase és a PalmWeb adatbázisokat is. A Világ növényei egy a Királyi Botanikus Kertek 9 stratégiai programja közül és a tervek szerint 2020-ra minden a földön ismert virágos növény elérhető lesz a portálon.